# Esmeralda Wirtz
Pour les articles homonymes, voir Wirtz.
 (mai 2024).
 (mai 2024).
La mise en forme du texte ne suit pas les recommandations de Wikipédia : il faut le « wikifier ».
Les points d'amélioration suivants sont les cas les plus fréquents. Le détail des points à revoir est peut-être précisé sur la page de discussion.
- Les titres sont pré-formatés par le logiciel. Ils ne sont ni en capitales, ni en gras.
- Le texte ne doit pas être écrit en capitales (les noms de famille non plus), ni en gras, ni en italique, ni en « petit »…
- Le gras n'est utilisé que pour surligner le titre de l'article dans l'introduction, une seule fois.
- L'italique est rarement utilisé : mots en langue étrangère, titres d'œuvres, noms de bateaux, etc.
- Les citations ne sont pas en italique mais en corps de texte normal. Elles sont entourées par des guillemets français : « et ».
- Les listes à puces sont à éviter, des paragraphes rédigés étant largement préférés. Les tableaux sont à réserver à la présentation de données structurées (résultats, etc.).
- Les appels de note de bas de page (petits chiffres en exposant, introduits par l'outil «  Source ») sont à placer entre la fin de phrase et le point final[comme ça].
- Les liens internes (vers d'autres articles de Wikipédia) sont à choisir avec parcimonie. Créez des liens vers des articles approfondissant le sujet. Les termes génériques sans rapport avec le sujet sont à éviter, ainsi que les répétitions de liens vers un même terme.
- Les liens externes sont à placer uniquement dans une section « Liens externes », à la fin de l'article. Ces liens sont à choisir avec parcimonie suivant les règles définies. Si un lien sert de source à l'article, son insertion dans le texte est à faire par les notes de bas de page.
- La présentation des références doit suivre les conventions bibliographiques. Il est recommandé d'utiliser les modèles {{Ouvrage}}, {{Chapitre}}, {{Article}}, {{Lien web}} et/ou {{Bibliographie}}. Le mode d'édition visuel peut mettre en forme automatiquement les références.
- Insérer une infobox (cadre d'informations à droite) n'est pas obligatoire pour parachever la mise en page.

Pour une aide détaillée, merci de consulter Aide:Wikification.
Si vous pensez que ces points ont été résolus, vous pouvez retirer ce bandeau et améliorer la mise en forme d'un autre article.
Esmeralda Wirtz est une activiste et autrice belge travaillant sur les causes environnementales et sociales. 

## Engagement
En 2018, alors qu'elle travaillait pour le Parc naturel Hautes Fagnes - Eifel comme chargée de projet Interreg AGRETA, elle décida de lancer le projet "Terreau Urbain", le premier compost collectif de Verviers,, ce qui lui permettra de remporter en avril 2019 le prix de l'environnement de la Province de Liège. 
En 2019, elle est sélectionnée par le Forum des Jeunes (alors appelé Conseil de la Jeunesse) pour représenter les jeunes belges à la COP25, la 25e Conférence de la Convention-cadre de l'ONU sur les Changements Climatiques qui a eu lieu à Madrid. Elle participe alors à la COP en tant que membre de la délégation officielle de la Belgique et mettra en avant les liens entre climat, biodiversité et participation des jeunes. 
En 2021, sa ville natale subit de graves inondations. Esmeralda fait alors partie des bénévoles et met en lien des réseaux nationaux et internationaux de volontaires pour l'aide aux sinistré·es. Deux mois plus tard, elle participe à la pré-COP26 à Milan, ayant été sélectionnée parmi plus de 8000 jeunes. Elle continue alors son engagement, notamment en réagissant à l'actualité politique sur le climat. Elle est également active avec le Réseau Mondial des Jeunes pour la Biodiversité (GYBN) . En décembre 2022, elle participe à la COP15 de la Convention sur la Diversité Biologique de l'ONU, récoltant des fonds pour faire participer plus de 40 jeunes francophones de tous pays à la Conférence à Montréal.
Depuis 2024, elle travaille pour l'antenne luxembourgeoise d'Amnesty International en tant que chargée de mobilisation.

## Vie privée
Esmeralda est née et a grandi à Verviers en Belgique. Elle déclare ouvertement avoir grandi dans une famille dans une situation précaire, et que cette situation l'a forgée en tant qu'activiste. 
En 2020, Esmeralda s'installe dans une tiny house, afin de réduire un maximum son empreinte écologique. 
Neurodivergente et queer, elle a passé 5 mois de sa vie en hôpital psychiatrique. Elle en parle ouvertement dans son livre et sur ses réseaux sociaux afin de lever les tabous sur la santé mentale.

## Contributions
Elle se base sur la théorie de l'intersectionnalité développée par Kimberle Krenchaw, pour mettre les concepts de genre, de classe, de race et de handicap au cœur des débats écologistes. Elle s'inscrit dans la mouvance de l'écologie intersectionnelle telle que lancée par l'Américaine Leah Thomas.
En partant de son expérience personnelle, Esmeralda appuie le fait que les classes populaires apportent des éléments majeurs aux mouvements écologiques, bien que ces communautés soient souvent laissés de côté, voire regardées de haut par les personnes se disant écologistes,.

## Publications
Esmeralda est autrice du livre auto-publié Les vrai·es héro·ïnes de l'écologie - Petit guide pour s'engager de manière radicale et résiliente, un ouvrage d'écologie populaire et intersectionnelle.
Elle a également rédigé l'article de clôture de l'ouvrage Bouches émissaires, Jeunesses confinées en 2020.